# Villette-sur-Aube
Villette-sur-Aube ist eine französische Gemeinde mit 252 Einwohnern (Stand 1. Januar 2022) im Département Aube in der Region Grand Est; sie gehört zum Arrondissement Troyes und zum Kanton Arcis-sur-Aube.

## Geografie
Die Gemeinde liegt auf halber Strecke zwischen Paris und Nancy nahe der Autoroute A26. Die nördliche Gemeindegrenze bildet der Fluss Aube.

## Bevölkerungsentwicklung
| Jahr      | 1962 | 1968 | 1975 | 1982 | 1990 | 1999 | 2008 | 2018 |
| Einwohner | 148  | 186  | 207  | 194  | 181  | 175  | 222  | 259  |